# التهاب البوق
التهاب البوق (بالإنجليزية: Salpingitis)‏ هو إصابة والتهاب قنوات فالوب. وكثيرا ما يستخدم كمرادف لمرض التهاب الحوض رغم أن مرض التهاب الحوض يفتقر إلى تحديد دقيق، ويمكن أن يشير إلى العديد من أمراض المسالك التناسلية العليا للإناث، مثل التهاب بطانة الرحم، والتهاب المبيض، والتهاب مجاورات الرحم وصفاق الحوض. في المقابل لا يشير التهاب البوق إلا إلى التهاب قنوات فالوب.

## التهاب البوق الحاد والمزمن
يوجد نوعان من التهاب البوق:
- التهاب البوق الحاد
- التهاب البوق المزمن

## الأعراض
تظهر الأعراض عادةً بعد فترة الحيض. والأعراض الأكثر شيوعًا هي:
- رائحة ولون غير طبيعيين للإفرازات المهبلية
- ألم أثناء الإباضة
- ألم أثناء الجماع
- ألم في فترات متفاوتة
- ألم في البطن
- ألم في أسفل الظهر
- حمى
- غثيان
- تقيّؤ
- انتفاخ

## الأسباب وفسيولوجيا المرض
عادة ما يكون مصدر العدوى في المهبل، ويصعد إلى أنبوب فالوب من هناك. ولأن العدوى يمكن أن تنتشر عن طريق الأوعية الليمفاوية، فالعدوى في أنبوب واحد تؤدي عادة إلى عدوى الآخر.

### عوامل الخطر
وقد تم النظر إلى أن تدفق الحيض إلى الوراء وفتح عنق الرحم أثناء الحيض يسمح للعدوى بالوصول إلى أنابيب فالوب.
وتشمل عوامل الخطر الأخرى الإجراءات الجراحية التي تخترق حاجز عنق الرحم، مثل:
- خزعة بطانة الرحم
- التوسيع والكحت
- تنظير الرحم

وهناك خطر آخر، وهو العوامل التي تغير البيئة الميكروسكوبية في المهبل وعنق الرحم، مما يسمح للكائنات المسببة للعدوى بأن تتكاثر وتتصاعد في النهاية إلى أنبوب فالوب، مثل:
- العلاج بالمضادات الحيوية
- الإباضة
- الحيض
- الأمراض المنقولة بالاتصال الجنسي

وأخيرا، قد يسهل الجماع الجنسي انتشار المرض من المهبل إلى أنبوب فالوب. وعوامل خطر الجماع هي:
- تقلصات الرحم
- صعود الحيوانات المنوية محملة بالكائنات المسببة للعدوى

### فصائل البكتيريا
البكتيريا الأكثر ارتباطا بالتهاب البوق هي:
- نيسرية بنية
- متدثرة تراخومية[2]
- مفطورة
- مكورة عنقودية
- عقدية[3]

ومع ذلك، يكون التهاب البوق عادة متعدد الميكروبات، التي تنطوي على أنواع كثيرة من الكائنات الحية. ومن الأمثلة الأخرى على الكائنات الحية المشاركة:
- البكتيريا الهوائية واللاهوائية

## وبائيات
يتم الإبلاغ عن أكثر من مليون حالة التهاب البوق الحاد كل عام في الولايات المتحدة، ولكن أعداد حدوثه أكبر على الأرجح؛ وذلك بسبب أن وسائل الإبلاغ غير كاملة وغير مناسبة، كما أن العديد من الحالات يتم الإبلاغ عنها لأول مرة بعد أن يصل المرض إلى حالة متأخرة تسبب مضاعفات مزمنة. بالنسبة للنساء في سن 16-25، يعتبر التهاب البوق هو العدوى الخطيرة الأكثر شيوعا. ويؤثر على حوالي 11٪ من الإناث في سن الإنجاب.
ينتشر التهاب البوق بنسبة أعلى بين أفراد الطبقات الاجتماعية والاقتصادية الدنيا. ومع ذلك، يُعتقد أن السبب هو تأثير ممارسة الجنس لأول مرة في وقت مبكر، وتعدد الأزواج، وانخفاض القدرة على الحصول على الرعاية الصحية المناسبة.
ونتيجة لتزايد المخاطر بسبب تعدد الأزواج، فإن انتشار التهاب البوق يكون أعلى بين الأشخاص الذين تتراوح أعمارهم بين 15-24 سنة. انخفاض الوعي بالأعراض وانخفاض الرغبة في استخدام وسائل منع الحمل شائع أيضا في هذه المجموعة، مما يرفع نسبة حدوث التهاب البوق.

## المضاعفات
بالنسبة للمصابين، يحتاج 20٪ منهم إلى المستشفى. وفيما يتعلق بالمرضى الذين تتراوح أعمارهم بين 15-44 سنة، يوجد 0.29 حالة وفاة من كل 100,000 مريض بالتهاب البوق.
ويمكن أن يؤدي التهاب البوق أيضا إلى العقم؛ لأن البويضات الناتجة من الإباضة لا يمكنها الاتصال مع الحيوانات المنوية. ويتسبب التهاب البوق في ما يقرب من 75,000-225,000 من حالات العقم في الولايات المتحدة. وكلما زاد عدد مرات العدوى، زاد خطر حدوث العقم. خطر العقم مع الإصابة بالعدوى لمرة واحدة هو 8-17٪. ومع تكرار الإصابة بثلاث نوبات تصل نسبة الخطر إلى 40-60٪، على الرغم من أن المخاطر الحقيقية تعتمد على شدة كل نوبة.
وبالإضافة إلى ذلك، تزيد قنوات البيض التالفة من خطر الحمل المنتبذ. ومن ثَم، إذا التهب أحد البوقين، فإن خطر حدوث حمل خارج الرحم تكون من 7 إلى 10 أضعاف. نصف حالات الحمل خارج الرحم هي نتيجة لعدوى التهاب البوق.
ومن المضاعفات الأخرى:
- عدوى المبيض والرحم
- عدوى الزوج
- خراج المبيض

## التشخيص
بما أن التشخيص يعتمد عادة على معايير سريرية، فقد ترتفع المعدلات الإيجابية الكاذبة والمعدلات السالبة الكاذبة. ولهذا السبب، تم إسقاط ثالوث السريرية الكلاسيكي (الحمى، وارتفاع معدل الترسيب (ESR)، وإيلام الملحقات أو ظهور كتلة بالملحقات) المطلوب لتشخيص التهاب البوق الحاد، كما أن ذلك الثالوث لوحظ في 17٪ فقط من الحالات التي تم تشخيصها بالمنظار.
يمكن تشخيص التهاب البوق عن طريق فحص الحوض، واختبار الدم، و/أو مسحة المهبل أو عنق الرحم.
وينبغي أن تستخدم المعايير التالية لزيادة خصوصية التشخيص؛ لأن التشخيص والعلاج غير الصحيح قد يسبب الاعتلال غير الضروري.
المعايير الروتينية:
- درجة حرارة الفم أكبر من 38.3 درجة مئوية
- الإفرازات المهبلية أو إفرازات عنق الرحم المخاطية غير الطبيعية
- وجود أعداد وفيرة من كرات الدم البيضاء
- ارتفاع معدل الترسيب و/ أو مستويات البروتين C التفاعلي
- دليل على عدوى عنق الرحم بالنيسرية البنية أو المتدثرة التراخومية

المعايير التوضيحية
- أدلة نسيجية مرضية على التهاب بطانة الرحم في خزعة من بطانة الرحم
- خراج بوقي مبيضي أو أنابيب سميكة مملوءة بالسوائل بالموجات فوق الصوتية أو تقنيات التصوير الأخرى
- نتائج الفحص بالمنظار

## العلاج
يمكن علاج المرضى خارج المستشفى. ومع ذلك، وفقا للمبادئ التوجيهية لمراكز السيطرة على الأمراض والوقاية منها (CDC) لعام 2006، يُعالَج المريض في المستشفى وفقا لتقدير الطبيب. وقد اقتُرحت عدة معايير لعلاج المرضى في المستشفى، وهي:
- الحمل
- وجود خراج بوقي مبيضي
- عدم تجاوب المرضى مع العلاج عن طريق الفم
- الأعراض شديدة والتي تشمل الغثيان، والقيء، والحمى العالية
- الاستجابة لنظام العلاج الخارجي غير كافية
- التشخيص غير المؤكد وحالات الطوارئ الجراحية (على سبيل المثال، التهاب الزائدة الدودية)

وغالبا ما يعالج التهاب البوق باستخدام المضادات الحيوية.